# Harry Naujoks
Harry Naujoks (* 18. September 1901 in Harburg (Elbe); † 20. Oktober 1983 in Hamburg) war ein deutscher KPD-Funktionär und Überlebender des KZ Sachsenhausen.

## Leben
Naujoks erlernte in Hamburg den Beruf des Kesselschmieds und engagierte sich politisch in der KPD. Im Oktober 1923 wurde er Vorsitzender des Hamburger Kommunistischen Jugendverbandes (KJVD). 1926 heiratete er Martha Pleul, mit der er den Sohn Rainer hat.
Später fungierte er als Organisationsleiter der KPD in Barmbek. Ab 1932 wurde er bei der Bezirksleitung Wasserkante der KPD für die Arbeit der KPD in Betrieben zuständig. Ab 1933 arbeitete das Paar illegal für die KPD weiter. Harry Naujoks übernahm im Auftrag der Bezirksleitung die Arbeit der KPD in Lübeck. Er organisierte eine Einheitsfront-Demonstration von SPD und KPD gegen die drohende NS-Diktatur. Anfang März 1933 wurde er festgenommen und im Mai ins Konzentrationslager Fuhlsbüttel eingewiesen. Als er am 1. Juni wieder freigelassen wurde, arbeitete er illegal als Politischer Leiter des KPD-Bezirks Nordwest in Bremen. Im August 1933 wurde Harry Naujoks erneut verhaftet, kam ins KZ Langenlütjen I, einem Fort in der Wesermündung, Anfang 1934 auf das KZ-Schiff Ochtumsand und anschließend ins Bremer Untersuchungsgefängnis. Am 29. Oktober 1934 wurde er wegen „Vorbereitung zum Hochverrat“ zu zwei Jahren und drei Monaten Zuchthaus verurteilt. Er verbüßte die Haft im Zuchthaus Bremen-Oslebshausen. Anschließend war er unter anderem im KZ Fuhlsbüttel und den Moorlagern inhaftiert, aus einem der Emslandlager wurde er 1936 ins zu errichtende „Muster-KZ“ im Oranienburger Ortsteil Sachsenhausen verbracht. Seine Frau Martha Naujoks war in die Sowjetunion emigriert. Harry Naujoks sollte sich scheiden lassen, was er aber zurückwies.
Seit November 1936 betätigte sich Harry Naujoks als Häftling in der Selbstverwaltung des Lagers und wurde 1939 „wegen seiner unerschütterlichen Ruhe und seines Organisationstalents“ zum Lagerältesten ernannt. Im November 1942 wurde er mit siebzehn anderen Häftlingen des illegalen Lagerkomitees zur Vernichtung durch Arbeit ins KZ Flossenbürg deportiert. „Nur durch die tatkräftige Solidarität der dortigen Häftlinge konnte er alle Schikanen der Wachmannschaften überleben.“
Auch sein Bruder Henry Naujoks beteiligte sich am Widerstand. Er wurde festgenommen, kam ins KZ Fuhlsbüttel und verbüßte seit dem 2. Dezember 1935 eine fünfjährige Zuchthausstrafe im Zuchthaus/Gefängnis Hamburg-Fuhlsbüttel. Er starb an den Folgen der Haft am 23. Januar 1945.
In der Nachkriegszeit wurde Naujoks Hamburgs KP-Vorsitzender und blieb auch nach dem KPD-Verbot 1956 politisch aktiv. Er war Vorsitzender des Sachsenhausenkomitees der Bundesrepublik Deutschland und im Internationalen Sachsenhausen-Komitee aktiv. Als Kommunist engagierte er sich in der Vereinigung der Verfolgten des Naziregimes – Bund der Antifaschistinnen und Antifaschisten (VVN).
Bis zu seinem Tod lebte er in der Stübeheide in Hamburg-Klein Borstel.
Die Bibliothek von Martha und Harry Naujoks wurde der Gedenkstätte Sachsenhausen vererbt und ist da mit 2.400 Bänden der umfangreichste Einzelbestand.

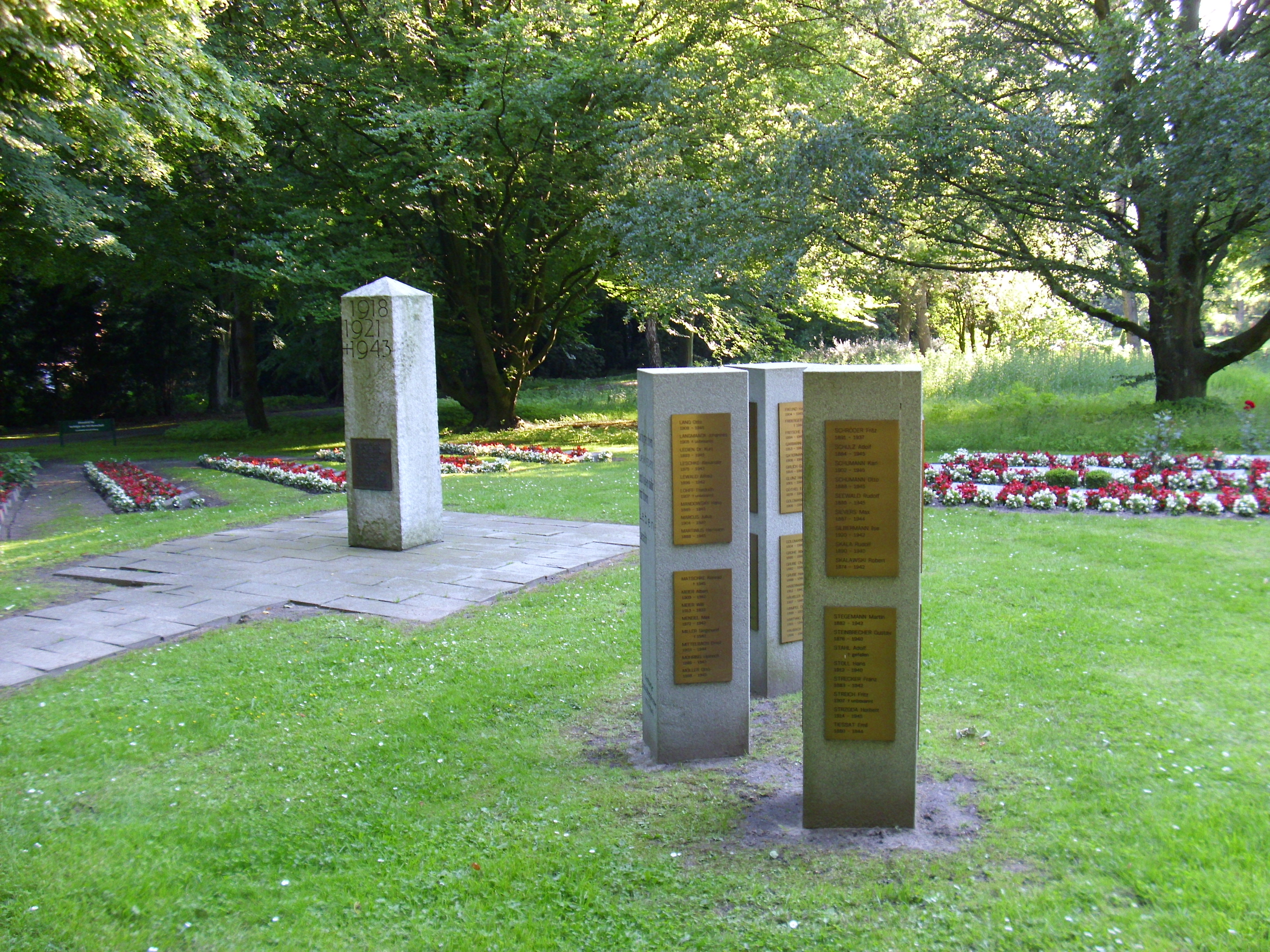
Ehrenfeld auf dem Friedhof Hamburg-Ohlsdorf. Hintergrund links, zweite Reihe von rechts, letzter Stein: Harry und Martha Naujoks.

Auf dem Ohlsdorfer Friedhof befindet sich im Ehrenfeld der Geschwister-Scholl-Stiftung ein gemeinsamer Kissenstein für Harry und Martha Naujoks, Planquadrat Bo 73, Nr. 12.
Für Harry Naujoks wurde in Hamburg ein Stolperstein verlegt.

## Erinnerungen
Harry Naujoks wurde zum Chronisten der NS-Verbrechen im KZ Sachsenhausen, darunter die sogenannte Aktion „Arbeitsscheu Reich“ im Juni 1938 und die Mordaktion der SS gegen die Rosa-Winkel-Häftlinge 1942. Seine eigenen Erinnerungen und Gespräche mit ehemaligen Häftlingen bewahrte Harry Naujoks mit einer umfangreichen Tonbandsammlung. Sie vermittelt ein detailliertes Bild des Lebens und der Widerstandsarbeit im KZ Sachsenhausen.
Die Aufnahmen wurde 1987 von seiner Frau Martha und Ursel Hochmuth in Buchform unter dem Titel Mein Leben im KZ Sachsenhausen 1936–1942 herausgegeben. 1989 erschien eine Ausgabe in der DDR.

## Schriften
- Nahrung für das Notstandsgebiet Hamburg, Hamburg 1947.
- Das Gestern soll nicht das Heute bestimmen (Sachsenhausenheft Nr. 3), Dortmund 1962.
- Mein Leben im KZ Sachsenhausen 1936–1942. Erinnerungen des ehemaligen Lagerältesten. Bearbeitet von Ursel Hochmuth. Herausgegeben von Martha Naujoks und dem Sachsenhausen-Komitee für die BRD. Röderberg-Verlag/Pahl-Rugenstein Verlag, Köln 1987.
- Mein Leben im KZ Sachsenhausen. 1936–1942. Erinnerungen des ehemaligen Lagerältesten. Dietz Verlag, Berlin 1989. Online-Version